# Tun-Ergehen-Zusammenhang
Der Tun-Ergehen-Zusammenhang ist ein Begriff aus der Bibelwissenschaft, den der evangelische Theologe Klaus Koch 1955 prägte. Er bezeichnet die namentlich im Alten Testament anzutreffende Annahme, dass Gott der Garant dafür ist, dass es jenen im diesseitigen Leben gut ergeht, die seinen Willen tun, und jene sich selbst schaden, die ihn nicht tun (also sündigen). Koch stellte diesen Begriff der verbreiteten antijudaischen Vorstellung entgegen, der jüdische JHWH sei im Unterschied zum „lieben Gott“ des Neuen Testaments ein ungnädiger, rächender Gott. 

## Der Tun-Ergehen-Zusammenhang im Alten Testament
Im Alten Testament wird dieses Gut-Gehen oder Sich-Schaden sehr materiell geschildert, etwa durch die Länge des Lebens, die Zahl der Kinder und die Größe der Viehherden. Eine Belohnung oder Bestrafung nach dem Tod kam nicht in Frage, da es noch keine Vorstellung eines Ewigen Lebens gab. Um die Folge negativer Taten abzuwenden, sind vor allem Gebete und Umkehr nötig, für seltene unabsichtliche Sünden waren in den Zeiten des Tempels auch Opfer nötig. Der Zusammenhang wird aber nicht namentlich benannt, sondern in Bildern von „Saat und Ernte“, „Samen und Frucht“ u. ä. beschrieben. Insbesondere in der Weisheitsliteratur wird der Tun-Ergehen-Zusammenhang thematisiert. Während Kohelet ihn schlechterdings leugnet und darüber in Verzweiflung fällt (Koh 4,1–2 ), zeigen die zahlreichen Bekräftigungen des Tun-Ergehen-Zusammenhangs im Buch der Sprichwörter (z. B. Spr 10,3  oder Spr 11,31 ), dass er für seine Leser durchaus nicht mehr selbstverständlich war. Im Buch Ijob wird dieser Zusammenhang aber zunächst aufgehoben und es wird klar, dass er auch für den Autor des Ijob-Buches nicht immer gegeben ist.

## Tun-Ergehen-Zusammenhang im Neuen Testament
Jesus von Nazaret bestreitet an mehreren Stellen des Neuen Testaments explizit einen Tun-Ergehen-Zusammenhang im Diesseits. Nach dem Einsturz eines Turms in der Nähe des Teiches von Siloah, bei dem 18 Menschen ums Leben gekommen waren, erklärte er, diese seien nicht schuldiger gewesen als alle anderen Einwohner Jerusalems, die dadurch zur Buße aufgerufen werden (Lk 13,5 ). In die gleiche Richtung weist die Bergpredigt, wo Jesus von Gott sagt: „Er lässt seine Sonne aufgehen über Bösen und Guten, und er lässt regnen über Gerechte und Ungerechte“ (Mt 5,45 ). Eine Belohnung oder eine Strafe unterstellt Jesus in der Geschichte vom armen Lazarus (Lk 16,19–31 ) erst für die Zeit nach dem Tod, den Vorstellungen seiner Zeit entsprechend. Bei der Heilung eines Blindgeborenen leugnet Jesus einen Zusammenhang zwischen etwaigen Sünden des Blinden oder seiner Eltern und der Blindheit. Diese habe vielmehr den Sinn, dass das Wirken Gottes an ihm offenbar werden solle (Joh 9,1–2 ). Die Passion Jesu, in der der schuldlose Gottessohn ausgepeitscht und gekreuzigt wird, konterkariert in radikaler Weise den Gedanken, das Tun eines Menschen spiegele sich in erkennbarer Weise in dem, was ihm zustößt.